# Eupetersia plumosa
Eupetersia plumosa är en biart som beskrevs av Gregory B. Pauly 1981. Eupetersia plumosa ingår i släktet Eupetersia och familjen vägbin. Inga underarter finns listade i Catalogue of Life.